# アサカ理研
株式会社アサカ理研（アサカりけん、英: Asaka Riken Co., Ltd.）は、福島県郡山市に本社を置く貴金属の回収事業や洗浄事業、リサイクル事業を行う企業である。なお、社名に「理研」とあるが、理化学研究所および同研究所から派生し「理研」を冠する企業群（理研ビタミン、理研計器など）とは無関係である。

## 沿革
- 1967年（昭和42年）3月 - アサカ理研工業株式会社を設立。
- 1995年（平成7年）10月 - ISP『アサカネット』のサービス開始。
- 2005年（平成17年）3月 - 『アサカネット』の事業から撤退。
- 2007年（平成19年）10月 - 現社名に変更。
- 2008年（平成20年）11月6日 - ジャスダック上場。

## 社名の由来
- 郡山の会社なので安積疏水で有名な安積（あさか）を社名とした。